# Aleksandrs Bubnovičs
Aleksandrs Bubnovičs (* 3. Märzjul. / 15. März 1888greg. in Riga; † 18. Februar 1962 ebenda) war ein lettischer Fußballspieler.

## Karriere und Leben
Aleksandrs Bubnovičs wurde im Jahr 1888 in Riga geboren. Als Fußballspieler war Bubnovičs von 1922 bis 1927 beim LSB Riga aktiv, davon eine Spielzeit in der Virslīga, der höchsten lettischen Spielklasse. Er war einer von den ersten Spielern der Mannschaft die nach der lettischen Unabhängigkeit dort spielten. Bubnovičs war eines ältesten Mitglieder der Mannschaft, und einer der wenigen lettischen Fußballer, die in den 1880er Jahren geboren wurden.

## Weblink
- Lebenslauf bei kazhe.lv (lettisch)

| Personendaten    | Personendaten                                 |
| ---------------- | --------------------------------------------- |
| NAME             | Bubnovičs, Aleksandrs                         |
| ALTERNATIVNAMEN  | Bubnovics, Aleksandrs                         |
| KURZBESCHREIBUNG | lettischer Fußballspieler                     |
| GEBURTSDATUM     | 15. März 1888                                 |
| GEBURTSORT       | Riga, Gouvernement Livland                    |
| STERBEDATUM      | 18. Februar 1962                              |
| STERBEORT        | Riga, Lettische Sozialistische Sowjetrepublik |